# Antología
«Antología» (укр. «Антологія») — п'ятий сингл колумбійської співачки Шакіри з альбому «Pies Descalzos», випущений у 1997 році лейблом Sony Music.

## Чарти
| Чарт (1996)                    | Найвища позиція |
| ------------------------------ | --------------- |
| US Latin Songs (Billboard)     | 11              |
| US Latin Pop Songs (Billboard) | 11              |